# 王庆铃
王庆铃（1993年1月14日—）是中国田径运动员，專攻混合運動，为2014年亚洲室内田径锦标赛金牌得主，并在2013年赢得全国锦标赛和中华人民共和国全国运动会。

## 生涯
生于福建的王庆铃十多岁就开始了结合田径项目的竞技。2011年，她第一次在国内造成影响：她以5632分夺得中国田径锦标赛第二名，并在中国城市运动会上也代表厦门夺得第二。次年，她以5668分取得中国当年青年最好成绩。在2012年世界青年田径锦标赛上，她得第七名，赢得中国田径大奖赛决赛，并在全国锦标赛上得第三名。
2013年，她在国内竞赛中几乎不败：在中国大奖赛巡回赛以亚军结束后，她连续赢得中国锦标赛、全国大奖赛决赛，并以个人最好成绩5785分赢得第十二届中华人民共和国全国运动会。这一表现使她成为当年第二佳的亚洲七项全能选手，仅次于泰国的瓦萨娜·威纳托。
2014年2月，王庆铃赢得当年亚洲室内田径锦标赛五项全能，取得个人最佳成绩4246分。

## 外部連結
- 王庆铃在的頁面